# Brogueira
Brogueira é uma povoação portuguesa do Município de Torres Novas que foi sede da extinta Freguesia de Brogueira, freguesia que tinha 21,10 km² de área e 1 112 habitantes (2011), e, por isso, uma densidade populacional de 9,3 52,7 hab/km².
A Freguesia de Brogueira foi extinta (agregada) pela reorganização administrativa de 2012/2013, tendo o seu território sido agregado ao das Freguesias de Parceiros de Igreja e de Alcorochel para criar a União das Freguesias de Brogueira, Parceiros de Igreja e Alcorochel.
Humberto Delgado nasceu em Boquilobo, uma das localidades da antiga Freguesia de Brogueira.

## População
| População da freguesia de Brogueira | População da freguesia de Brogueira | População da freguesia de Brogueira | População da freguesia de Brogueira | População da freguesia de Brogueira | População da freguesia de Brogueira | População da freguesia de Brogueira | População da freguesia de Brogueira | População da freguesia de Brogueira | População da freguesia de Brogueira | População da freguesia de Brogueira | População da freguesia de Brogueira | População da freguesia de Brogueira | População da freguesia de Brogueira | População da freguesia de Brogueira |
| ----------------------------------- | ----------------------------------- | ----------------------------------- | ----------------------------------- | ----------------------------------- | ----------------------------------- | ----------------------------------- | ----------------------------------- | ----------------------------------- | ----------------------------------- | ----------------------------------- | ----------------------------------- | ----------------------------------- | ----------------------------------- | ----------------------------------- |
| 1864                                | 1878                                | 1890                                | 1900                                | 1911                                | 1920                                | 1930                                | 1940                                | 1950                                | 1960                                | 1970                                | 1981                                | 1991                                | 2001                                | 2011                                |
| 847                                 | 1 002                               | 1 098                               | 1 203                               | 1 264                               | 1 424                               | 1 530                               | 1 563                               | 1 496                               | 1 268                               | 1 164                               | 1 248                               | 1 158                               | 1 065                               | 1 112                               |

| Distribuição da População por Grupos Etários | Distribuição da População por Grupos Etários | Distribuição da População por Grupos Etários | Distribuição da População por Grupos Etários | Distribuição da População por Grupos Etários | Distribuição da População por Grupos Etários | Distribuição da População por Grupos Etários | Distribuição da População por Grupos Etários | Distribuição da População por Grupos Etários | Distribuição da População por Grupos Etários |
| -------------------------------------------- | -------------------------------------------- | -------------------------------------------- | -------------------------------------------- | -------------------------------------------- | -------------------------------------------- | -------------------------------------------- | -------------------------------------------- | -------------------------------------------- | -------------------------------------------- |
| Ano                                          | 0-14 Anos                                    | 15-24 Anos                                   | 25-64 Anos                                   | > 65 Anos                                    |                                              | 0-14 Anos                                    | 15-24 Anos                                   | 25-64 Anos                                   | > 65 Anos                                    |
| 2001                                         | 139                                          | 132                                          | 518                                          | 276                                          |                                              | 13,1%                                        | 12,4%                                        | 48,6%                                        | 25,9%                                        |
| 2011                                         | 145                                          | 102                                          | 580                                          | 285                                          |                                              | 13,0%                                        | 9,2%                                         | 52,2%                                        | 25,6%                                        |

Média do País no censo de 2001:  0/14 Anos-16,0%; 15/24 Anos-14,3%; 25/64 Anos-53,4%; 65 e mais Anos-16,4%
Média do País no censo de 2011:   0/14 Anos-14,9%; 15/24 Anos-10,9%; 25/64 Anos-55,2%; 65 e mais Anos-19,0%

## Património
- Casa Memorial Humberto Delgado